# Lalá (Lánao del Norte)
Lalá es un municipio filipino de primera categoría, situado al norte de la isla de Mindanao. Forma parte de  la provincia de Lánao del Norte situada en la Región Administrativa de Mindanao del Norte en cebuano Amihanang Mindanaw, también denominada Región X. 
Para las elecciones está encuadrado en el Segundo Distrito Electoral.

## Barrios
El municipio  de Lalá se divide, a los efectos administrativos, en 27 barangayes o barrios, conforme a la siguiente relación:
| - Abaga - Andil - Matampay Bucana - Darumawang Bucana - Cabasagan - Camalan | - Darumawang Ilaya - El Salvador - Gumagamot - Lalá (Población) - Lanipao - Magpatao | - Maranding (Población) - Matampay Ilaya - Pacita - Pendolonan - Pinoyak - Raw-an | - Rebe - San Isidro Bajo - San Isidro Alto - San Manuel | - Santa Cruz Bajo - Santa Cruz Alto - Simpak - Tenazas - Tunaan |  |

Lalá es el municipio más densamente poblado de la provincia siendo además Maranding, con sus 12,596, habitantes el barrio más poblado.

## Historia

### Influencia española

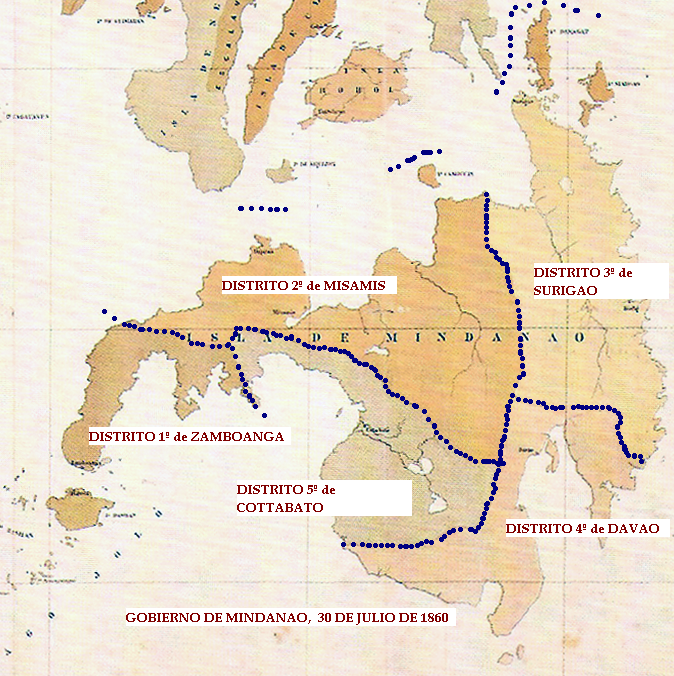
Gobierno de Mindanao: Los 5 Distritos creados por Real Decreto de 30 de julio de 1860.

El Distrito 7º de Lanao creado a finales del siglo XIX, concretamente el 8 de octubre de 1895, formaba parte del Imperio español en Asia y Oceanía (1520-1898).
Su territorio, segregado de los distritos 5º de Cottabato y 2º de Misamis, no fue  dominado completamente por las armas españolas.

### Ocupación estadounidense
En 1903 fue creada la provincia del Moro, siendo Lánao uno de sus distritos. La provincia de Lánao fue creada en 1914 formando parte del Departamento de Mindanao y Joló (1914-1920)  (Department of Mindanao and Sulu) .

### Independencia
El 22 de mayo de 1959 la provincia de Lánao fue dividida en dos provincias, una que se conoce como Lánao del Norte y la otra como Lánao del Sur.
Lalá es uno de los 10 municipios asignados a la nueva provincia de Lánao del Norte.